# Paul Goossens
Pour les articles homonymes, voir Goossens.
Paul Goossens, né à Malines le 11 janvier 1943, est un journaliste belge. Il fut l’un des leaders estudiantins lors de l’Affaire de Louvain.

## Biographie
Après avoir abandonné le séminaire, Paul Goossens étudia l’économie à l’université catholique de Louvain entre 1964 et 1968. Il prit part aux actions en faveur de la scission linguistique de l’université (Leuven Vlaams). Il fut aussi président du KVHV Leuven, un syndicat estudiantin catholique flamand, mais son positionnement à gauche mena à de sérieuses tensions avec l’aile traditionnelle, flamingante de droite de l’association estudiantine. À une certaine époque, il y eut deux présidents, un de gauche – Paul Goossens – et un officiel. Tout comme Kris Merckx, Ludo Martens et Piet Piryns, Paul Goossens appartenait à la branche de gauche du mouvement estudiantin, qui se préoccupait plus de la démocratisation que de la flamandisation de l’université. Goossens fut aussi actif au sein de l’organisation-coupole Vlaamse Vereniging van Studenten (« Association flamande des étudiants »).
Après avoir obtenu sa licence en Économie, Goossens devint journaliste indépendant et rédacteur pour l’hebdomadaire Vrijdag. En même temps, il fut collaborateur à temps partiel à la Volkshogeschool Elckerlyc à Anvers et poursuivait encore un doctorat en Économie. En 1973, il devint journaliste économique au Standaard. Beaucoup alors le considérèrent comme « récupéré » par l’establishment, auquel il s’était pourtant si vivement opposé auparavant.
De 1978 à 1991, il fut rédacteur en chef du Morgen. Ce fut une période de réformes et de controverses. En effet, le journal faisait alors ses premiers pas : issu de la Volksgazet socialiste – qui avait fait faillite – il devint le quotidien de la gauche intellectuelle flamande qui pouvait de moins en moins compter sur le soutien du pilier socialiste.
À partir de 1991, Goossens fut journaliste indépendant et correspondant européen pour l’agence Belga. Il publia dans l’hebdomadaire Knack et produisit les émissions télévisées du Christen-Democratische Omroep (CDO). Il écrit aussi des chroniques pour le Standaard.

## Publications
- Leuven '68 of Het geloof in de hemel, Roularta Books, 1993
- Paul Goossens et Élie Barnavi (dirs.), Les Frontières de l’Europe, De Boeck Université, 2001